# LZ 21 'ZVI'
De ZVI was een zeppelin die tijdens de Eerste Wereldoorlog hoofdzakelijk in België werd gebruikt als bommenwerper. Het schip was total loss na een aanval op Luik op 6 augustus 1914.
ZI · ZII · vervanging ZII · ZIII · vervanging ZI · ZIV · tweede vervanging ZI · ZV · ZVI · ZVII · ZVIII · ZIX